# Asterogyne
Asterogyne ist eine Pflanzengattung innerhalb der Familie der Palmengewächse (Arecaceae). Die etwa fünf Arten kommen in Südamerika und eine Art reicht auch bis Zentralamerika vor. Es sind kleine Palmen im Unterwuchs der Wälder.

## Beschreibung

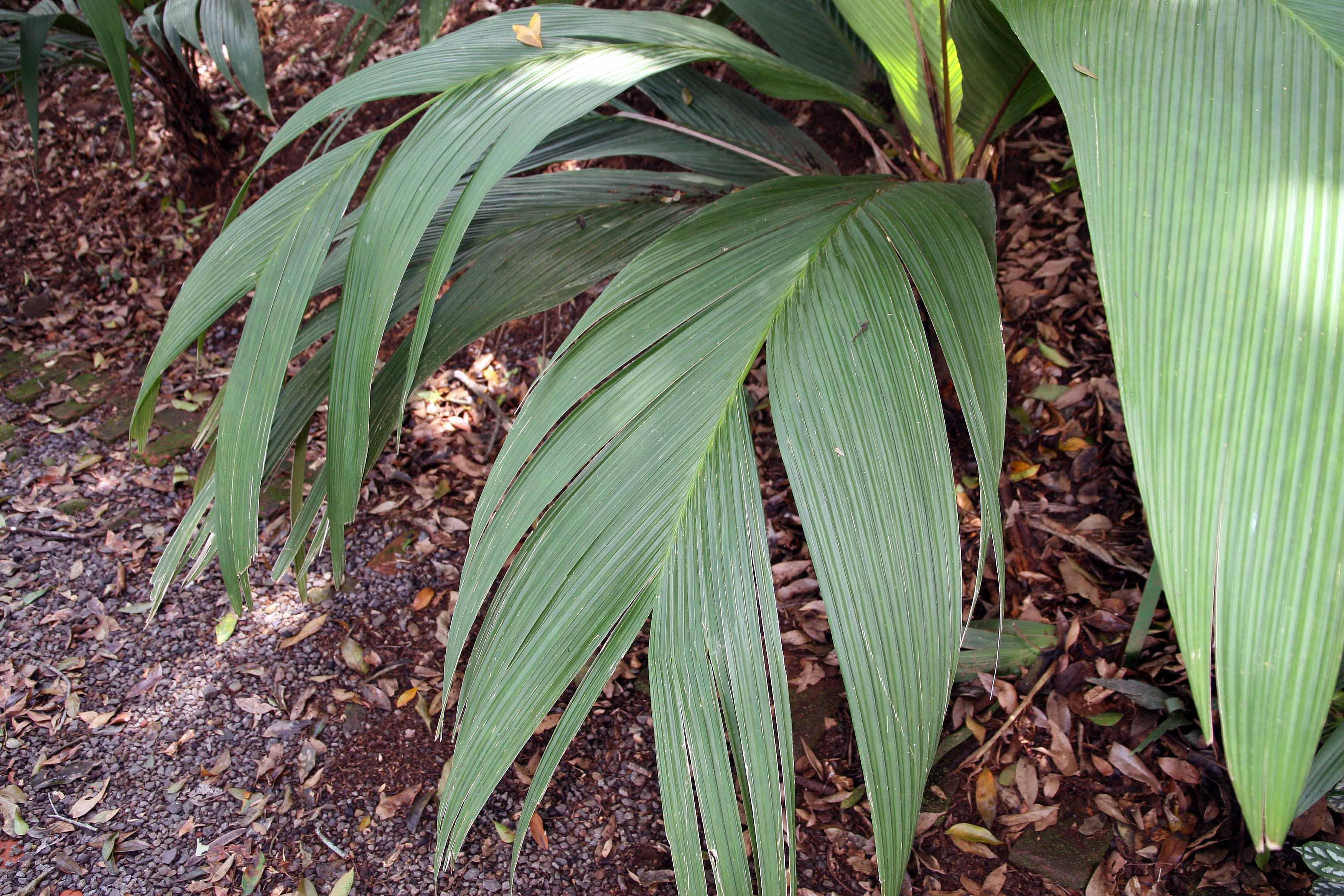
Asterogyne martiana

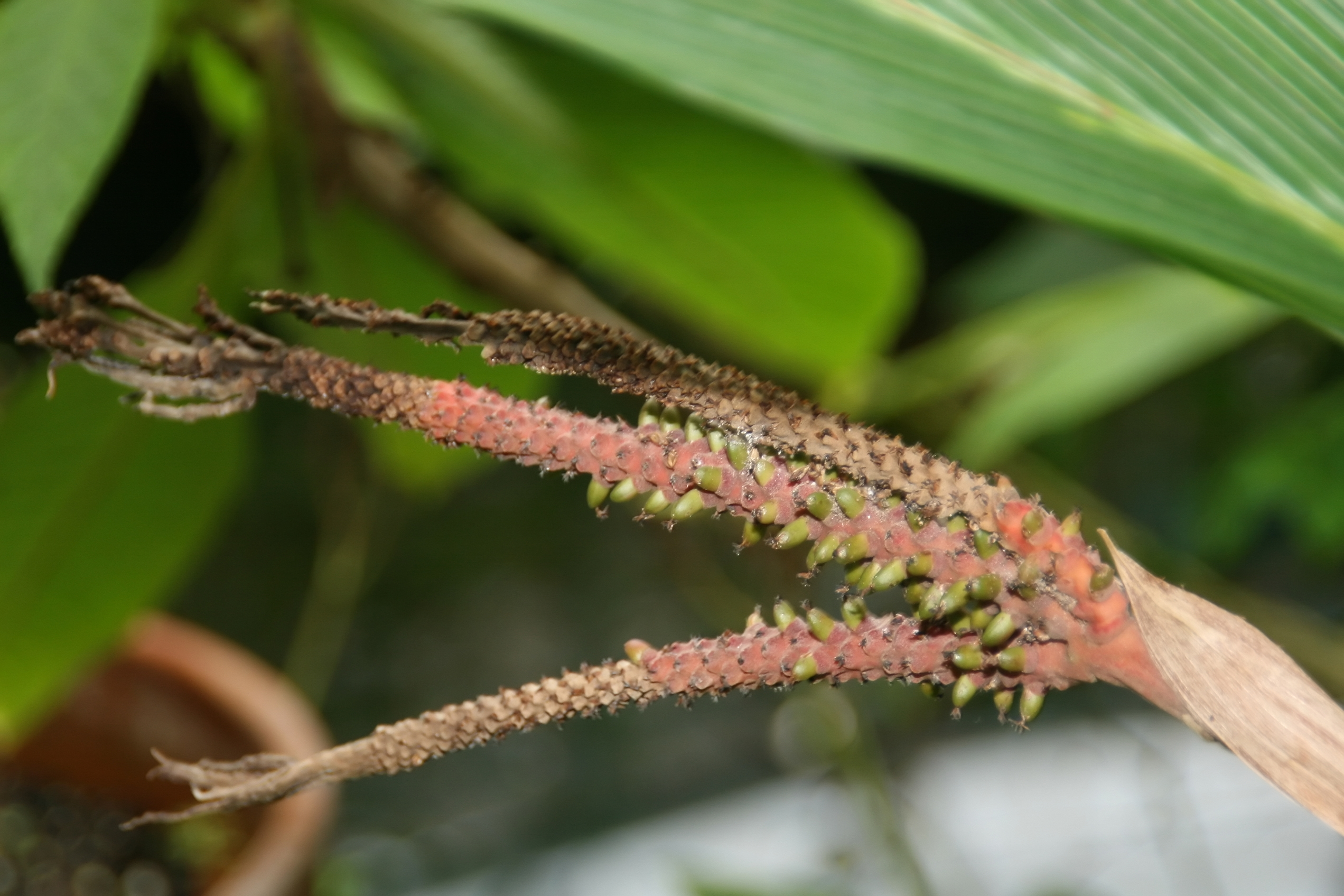
Blütenstand von Asterogyne martiana

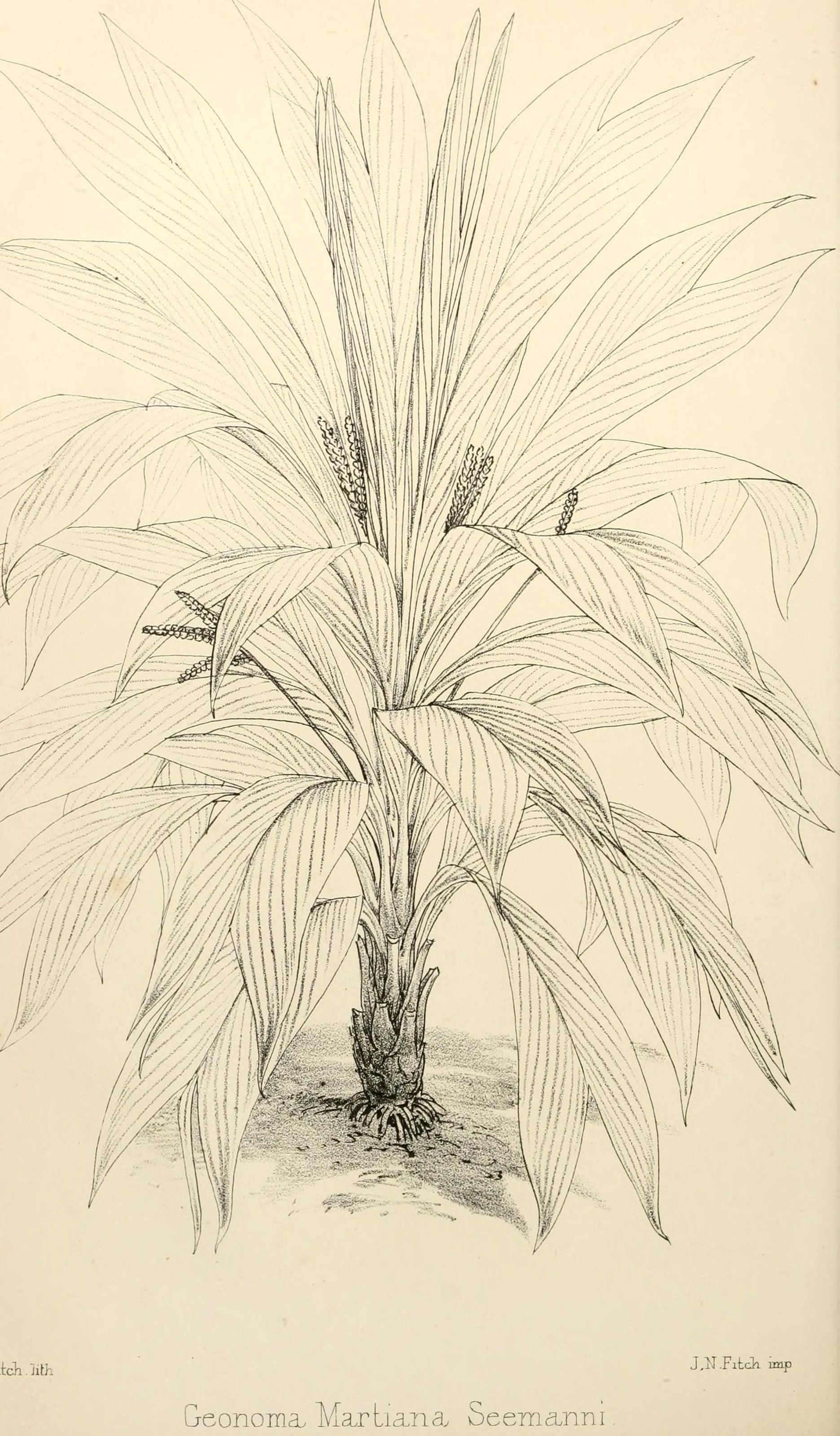
Illustration aus The florist and pomologist von Asterogyne martiana

### Erscheinungsbild
Die Asterogyne-Arten sind kleine bis mittelgroße Palmen. Sie bilden nur einen einzelnen Stamm. Der Stamm ist meist aufrecht, seltener leicht niederliegend an der Basis. Der Stamm ist glatt, braun bis bräunlich-cremefarben. An der Basis bilden einigen Arten vegetative Seitenäste, die sich nicht zu einständigen Stämmen weiterentwickeln. Besonders zahlreich sind die Seitenzweige bei Asterogyne ramosa mit 5 bis 30 Zweigen, die rund 20 bis 40 Zentimeter unter dem Kronenschaft ansetzen. Jeder dieser Seitenzweige trägt vier bis sieben kleine einfache Blätter und bildet zahlreiche Wurzeln. Die Palmen sind unbewehrt. 
Einige Arten bilden an der Basis des Stammes Adventivwurzeln, die einen Kegel formen. Bei Astergoyne guianensis sind diese Luftwurzeln bis 90 Zentimeter lang.

### Blätter
Zumindest die jüngeren Blätter stehen in spiraliger Anordnung und eher aufrecht und sind purpurfarben. Die Krone besteht aus 6 bis 31 Blättern. Die Blattscheide ist braun bis cremefarben, kurz, röhrig und reißt gegenüber dem Blattstiel auf. Die Ränder der Blattscheide sind steif-faserig. Der Blattstiel ist schlank, kahl oder braun behaart. Die Blattspreite ist meist bifid und einfach, kann aber auch im Alter längs eingerissen sein. Bei den untersuchten Arten ist eine chlorophyllfreie hypodermale Zellschicht nur auf der Blattunterseite ausgebildet. Im Mesophyll ist keine Palisadenschicht ausgebildet, zahlreiche Fasern mit eher weitem Lumen sind im Mesophyll einzeln eingebettet.

### Blütenstände
Asterogyne-Arten sind mehrmals blühend und einhäusig getrenntgeschlechtig (monözisch). Die Blütenstände stehen stets zwischen den Blättern (interfoliar), einzeln und sie sind stets proterandrisch. Asterogyne guianensis und Astrogyne spicata besitzen Ähren, während die Blütenstände der anderen Arten einmal verzweigt sind. Der Blütenstandsstiel ist lang und schlank. Das Vorblatt ist faserig bis häutig und setzt an oder nahe der Basis des Blütenstandsstieles an. Die Blütenstände selbst sind von – je nach Art – ein oder zwei Hochblättern an der Blütenstandsachse eingeschlossen. Diese sind röhrig und papierartig bis häutig. Der junge, kleine Blütenstand ist gerade und in diesen Hochblättern eingeschlossen. Er verlängert sich dann rasch und kommt durch einen Riss am Ende der persistierenden Hochblätter zum Vorschein. Zur Blütezeit sind die Blütenstände aufrecht, zur Fruchtreife hin werden sie dann hängend. Bei den Arten mit verzweigtem Blütenstand ist die Blütenstandsachse meist gut ausgebildet, lediglich bei Asterogyne martiana kann sie sehr kurz sein, sodass die Seitenachsen scheinbar direkt dem Blütenstandsstiel entspringen. Die Achsen sind während der Anthese lachsrosafarben bis pink, zur Fruchtreife hin werden sie braun bis rot-braun.
Die Blüten stehen in Gruppen, die an den blütentragenden Achsen (Rachillae) spiralig angeordnet sind. Die Gruben sind im Knospenzustand von einer rundlichen Unterlippe verdeckt, die von einer kurzen Oberlippe überdeckt wird. Die Unterlippe rollt sich zur Blütezeit zurück, wodurch die Blüten frei werden. Die Gruben tragen – wie bei den Arecoideae üblich – Blütentriaden aus einer weiblichen und zwei männlichen Blüten. Jede Triade entspricht einem kurzen Wickel. Die Unterlippe entspricht dem Tragblatt der ersten männlichen Blüte bzw. des Wickels. Es gibt noch drei weitere Hochblätter in der Grube: das größte entspricht dem Tragblatt der zweiten männlichen Blüte, das mittlere dem Tragblatt der weiblichen Blüte und das kleinste ist das Vorblatt der weiblichen Blüte.

### Blüten
Männliche Blüten
Die beiden männlichen Blüten einer Triade stehen seitlich der weiblichen Blüte. Die drei Kelchblätter sind an der Basis verwachsen und oben frei. Die drei Kronblätter sind an der Basis verwachsen, apikal valvat. Die Zahl der Staubblätter beträgt je nach Art zwischen sechs und 27. Die höheren Zahlen kommen bei den Arten mit ährigen Blütenständen vor, dieses Merkmal gilt innerhalb der Tribus Geonomateae als abgeleitet. Die Staubblätter sind bis über die Hälfte ihrer Länge zu einer Röhre verwachsen, an der Spitze sind sie frei. Die Antheren einiger Arten sind beweglich. Die Theken sind durch eine zweizipfeliges Konnektiv getrennt, dies gilt als Synapomorphie der Gattung. Das Konnektiv ist tanninhaltig. Bei Asterogyne martiana ist das Konnektiv geschwollen. In der Knospe sind die Antheren nach innen gebogen und intrors. Zur Blüte ragen sie nach außen und sind extrors. Im Zentrum der Blüte befindet sich ein dreilappiges Stempelrudiment, das bis zur Mitte mit der Staubblattröhre verwachsen ist.
Weibliche Blüten
Die drei Kelchblätter sind frei und imbricat, die drei Kronblätter sind bis zur Hälfte verwachsen. Die Fruchtblätter stehen alternierend zu den Kronblättern. Der Fruchtknoten ist dreifächrig und oberständig. Jedes Fruchtblatt enthält eine hängende, anatrope, crassinucellate Samenanlage. Nur eine Samenanlage pro Fruchtknoten reift aus. Die Samenanlage besitzt nur ein Integument, das gut ausdifferenziert ist und in der Mitte fünf bis sechs Zelllagen dick ist, nahe der Mikropyle sechs bis zehn Zelllagen.
Zwischen den Seiten der Fruchtblätter befindet sich ein deutlich ausgeprägtes Septalnektarium, die drei Öffnungen befinden sich an der Spitze des Fruchtknotens.
Der Griffel steht basal bis lateral. Die drei Narbenäste sind papillös und zur Blütezeit rückwärts gebogen.
Es gibt zwischen 5 und 22 Staminodien, die bis zur Mitte zu einer Röhre verwachsen sind.

### Früchte und Samen
Asterogyne bildet Steinfrüchte. Diese sind ellipsoidisch bis ellipsoidisch-eiförmig und haben eine purpurne, schwarze oder granatrote Farbe. Die Oberfläche ist glatt. Das Mesokarp ist fleischig und saftig, es besitzt eine innere Lage von längsgerichteten Fasern. Das Endokarp ist dünn, krustenartig und glänzend. Die Früchte enthalten einen einzelnen Samen. Sie sind an der Spitze auffallend gekielt. Der Same ist ellipsoidisch und leicht dorsiventral abgeflacht. Das Endosperm ist homogen. Der Embryo sitzt basal.

## Standorte
Asterogyne-Arten sind Palmen des Unterwuchses von Wäldern. Asterogyne martiana und Asterogyne ramosa können im Unterwuchs dominieren. Asterogyne martiana wächst im Unterwuchs von Tieflandregenwäldern, die nicht überflutet werden, nur selten entlang von Flüssen oder an saisonal überfluteten Standorten. Sie gedeihen hauptsächlich in Höhenlagen von 200 bis 400 Metern. In Costa Rica und Kolumbien steigt die Art Asterogyne martiana bis in eine Höhenlage von 1400 Metern.

## Systematik und Verbreitung
Die Gattung Asterogyne wurde 1883 von George Bentham und Joseph Dalton Hooker in Genera Plantarum ad exemplaria imprimis in herbariis Kewensibus Band 3, Teil 2, Seite 914 aufgestellt. Sie schrieben den Namen Hermann Wendland  zu.
Die Gattung Asterogyne ist monophyletisch. Asterogyne H.Wendl. ex Hook. f. gehört zur Tribus Geonomateae in der Unterfamilie Arecoideae innerhalb der Familie der Palmengewächse (Arecaceae). Die Stellung der Gattung Asterogyne innerhalb der Tribus ist nicht gesichert. Sie könnte die Schwestergruppe einer Klade aus Geonoma, Calyptronoma und Calyptrogyne sein. Innerhalb der Gattung gibt es drei Kladen. Die erste Klade besteht aus Asterogyne guianensis und Asterogyne spicata, die sich durch ährige Blütenstände und männliche Blüten mit über 21 Staubblättern auszeichnen. Die zweite Klade besteht aus Asterogyne ramosa und Asterogyne yaracuyense, die in den Bergwäldern Venezuelas wachsen und über 85 Zentimeter lange Blütenstandsstiele besitzen. Die dritte Klade wurde von Asterogyne martiana gebildet.
Die neotropische Gattung Asterogyne ist in Zentral- und im nördlichen Südamerika verbreitet. Eine Art (Asterogyne martiana) ist weit verbreitet. Drei Arten sind Endemiten der Küstenkordilleren Venezuelas. Eine Art kommt nur in Französisch-Guyana vor.
Es gibt etwa fünf Arten: Diese Arten beruhen auf der Gattungsrevision von Stauffer et al. 2003:
- Asterogyne guianensis Granv. & A.J.Hend.: Sie ist nur von zwei Standorten in Französisch-Guyana bekannt, die 200 km voneinander entfernt liegen.
- Asterogyne martiana (H.Wendl.) H.Wendl. ex Drude: Sie ist von Belize bis Bolivien weitverbreitet.
- Asterogyne ramosa (H.E.Moore) Wess.Boer.: Dieser Endemit gedeiht in Höhenlagen von 730 bis 1250 Metern in den Bergregenwäldern und Wolkenwäldern nur auf der Península de Paria im Bundesstaat Sucre (Venezuela).
- Asterogyne spicata (H.E.Moore) Wess.Boer.: Dieser Endemit gedeiht in Höhenlagen von 600 bis 1100 Metern im Grenzbereich vom Tieflandregenwald zum Nebelwald nur im Guatopo-Nationalpark im Bundesstaat Miranda (Venezuela).
- Asterogyne yaracuyense A.J.Hend. & Steyerm.: Dieser Endemit gedeiht in den Nebelwäldern von Cerro La Chapa und Cerro Zapatero in Venezuela.

## Belege